# Mahánadi
A Mahánadi (hindi: महानदी) egy folyó India keleti részén. A Keleti-Ghátokban eredő Mahánadi Cshattíszgarh és Orisza államokon áthaladva, kb. 880 km megtétele után széles deltával a Bengáli-öbölbe ömlik. Egyik ága a Csilka-lagúnába torkollik, amely szintén összeköttetésben áll a Bengáli-öböllel.
A név a "mahá" és a "nádi" odia (orija) szavakból tevődik össze, jelentése: "a nagy folyó".
Főbb városok, amelyeket érint: Sambalpur, Kattak, Dhamtari.
Gátak a folyón: Dudhawa, Gangrel, Hirakud.

## Mellékfolyók
- Bal oldal: Seonath, Mand, Ib, Hasdeo
- Jobb oldal: Ong, Jonk, Telen

## Fordítás
- Ez a szócikk részben vagy egészben  a   Mahanadi című angol Wikipédia-szócikk fordításán alapul.  Az eredeti cikk szerkesztőit annak laptörténete sorolja fel. Ez a jelzés csupán a megfogalmazás eredetét és a szerzői jogokat jelzi, nem szolgál a cikkben szereplő információk forrásmegjelöléseként.
- Ez a szócikk részben vagy egészben  a   Mahanadi című német Wikipédia-szócikk fordításán alapul.  Az eredeti cikk szerkesztőit annak laptörténete sorolja fel. Ez a jelzés csupán a megfogalmazás eredetét és a szerzői jogokat jelzi, nem szolgál a cikkben szereplő információk forrásmegjelöléseként.